# Sorex camtschatica
Sorex camtschatica — вид роду мідиць (Sorex) родини мідицевих.

## Поширення
Країни поширення: Росія. Поширений на півострові Камчатка, у верхів'ях річки Омолон на півночі й уздовж узбережжя Охотського моря в Магадан і верхів'ях річки Колими. Населяє чагарникові береги річок. 

## Опис
Довжина тіла досягає 66 мм, в середньому 57 мм. Хвіст (близько 79 % довжини тіла) досягає 54 мм. Середня вага 5 грамів. Спина попелясто-сіра, боки світліші, з коричневими тонами. Черево світло-сіре. Цей вид характеризується сильно витягнутими задніми ступнями з чіткою волосяною щіткою.

## Звички
Харчується комахами і павуками. Хижаки: яструби, сови і змії.

## Відтворення
Відтворення з кінця квітня по вересень, деякі підлітки починають розмножуватися в тому ж році. Самиці дають до 3 приплодів на рік, 5–11 дитинчат у кожному.

## Загрози та охорона
Живе в деяких охоронних територіях.  